# Cauroir
Cauroir est une commune française située dans le département du Nord (59), en région Hauts-de-France.

## Géographie

### Communes limitrophes
| Escaudœuvres |         | Cagnoncles |
| Cambrai      | Cauroir | Carnières  |
| Awoingt      |         | Estourmel  |

### Hydrographie

#### Réseau hydrographique
La commune est située dans le bassin Artois-Picardie. Elle est drainée par le Grand Riot,.

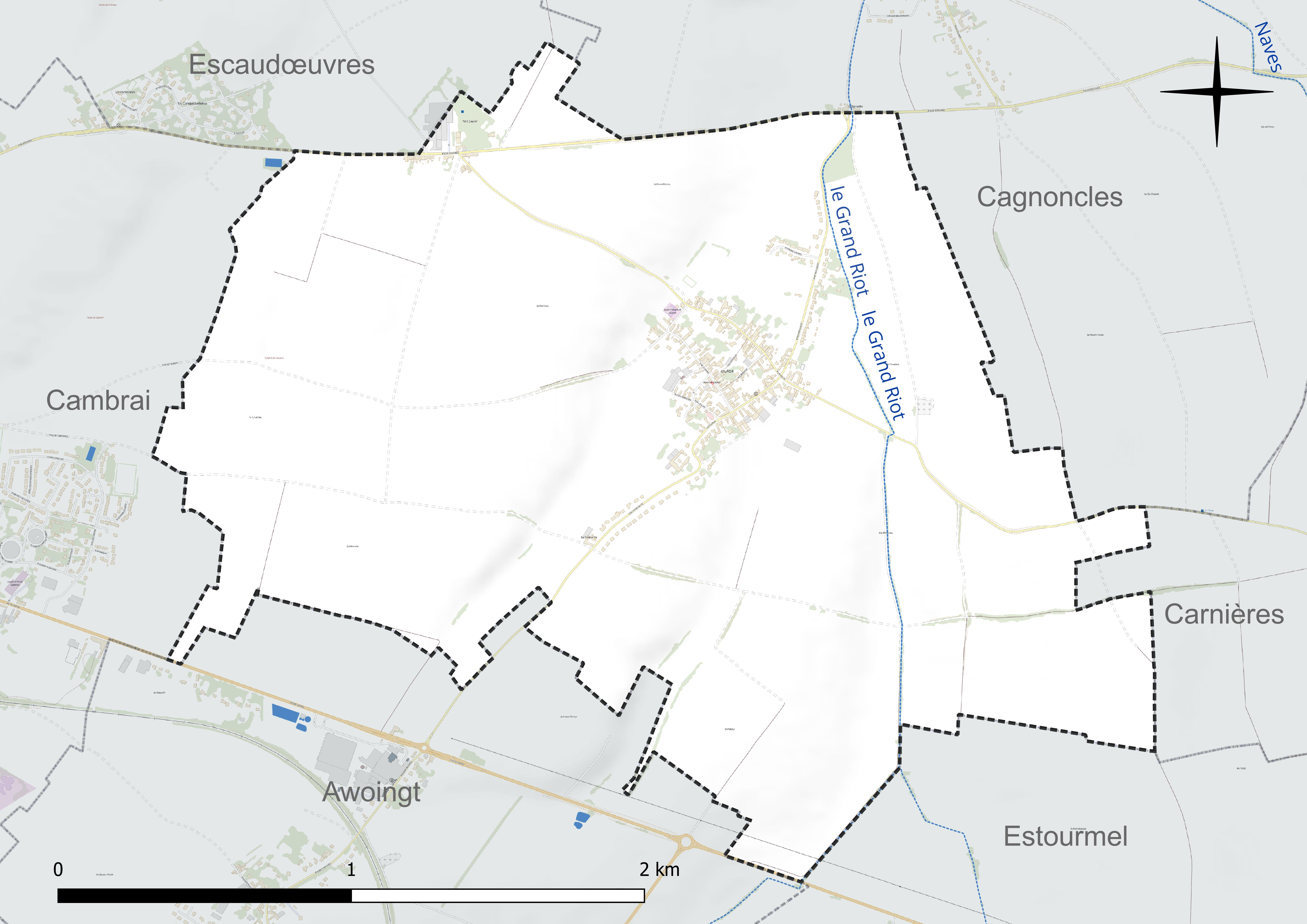
Réseau hydrographique de Cauroir.

#### Gestion et qualité des eaux
Le territoire communal est couvert par le schéma d'aménagement et de gestion des eaux (SAGE) « Escaut ». Ce document de planification concerne un territoire de 2 005 km2 de superficie, délimité par le bassin versant de l'Escaut. Le périmètre a été arrêté le 9 juin 2006 et le SAGE proprement dit a été approuvé le 13 juillet 2021. La structure porteuse de l'élaboration et de la mise en œuvre est le syndicat mixte Escaut et Affluents (SyMEA). 
La qualité des cours d'eau peut être consultée sur un site dédié géré par les agences de l'eau et l'Agence française pour la biodiversité. 

### Climat
Pour des articles plus généraux, voir Climat des Hauts-de-France et Climat du Nord.
En 2010, le climat de la commune est de type climat océanique dégradé des plaines du Centre et du Nord, selon une étude du CNRS s'appuyant sur une série de données couvrant la période 1971-2000. En 2020, Météo-France publie une typologie des climats de la France métropolitaine dans laquelle la commune est exposée à un climat océanique et est dans la région climatique  Nord-est du bassin Parisien, caractérisée par un ensoleillement médiocre, une pluviométrie moyenne régulièrement répartie au cours de l'année et un hiver froid (3 °C). 
Pour la période 1971-2000, la température annuelle moyenne est de 10,3 °C, avec une amplitude thermique annuelle de 15,1 °C. Le cumul annuel moyen de précipitations est de 697 mm, avec 12,4 jours de précipitations en janvier et 8,9 jours en juillet. Pour la période 1991-2020, la température moyenne annuelle observée sur la station météorologique la plus proche, située sur la commune d'Épehy à 22 km à vol d'oiseau, est de 10,6 °C et le cumul annuel moyen de précipitations est de 752,8 mm,. Pour l'avenir, les paramètres climatiques de la commune estimés pour 2050 selon différents scénarios d'émission de gaz à effet de serre sont consultables sur un site dédié publié par Météo-France en novembre 2022.

## Urbanisme

### Typologie
Au 1er janvier 2024, Cauroir est catégorisée commune rurale à habitat dispersé, selon la nouvelle grille communale de densité à sept niveaux définie par l'Insee en 2022.
Elle est située hors unité urbaine. Par ailleurs la commune fait partie de l'aire d'attraction de Cambrai, dont elle est une commune de la couronne,. Cette aire, qui regroupe 64 communes, est catégorisée dans les aires de 50 000 à moins de 200 000 habitants,.

### Occupation des sols
L'occupation des sols de la commune, telle qu'elle ressort de la base de données européenne d'occupation biophysique des sols Corine Land Cover (CLC), est marquée par l'importance des territoires agricoles (94,4 % en 2018), en diminution par rapport à 1990 (95,5 %). La répartition détaillée en 2018 est la suivante : 
terres arables (94,4 %), zones urbanisées (5,6 %). L'évolution de l'occupation des sols de la commune et de ses infrastructures peut être observée sur les différentes représentations cartographiques du territoire : la carte de Cassini (XVIIIe siècle), la carte d'état-major (1820-1866) et les cartes ou photos aériennes de l'IGN pour la période actuelle (1950 à aujourd'hui).

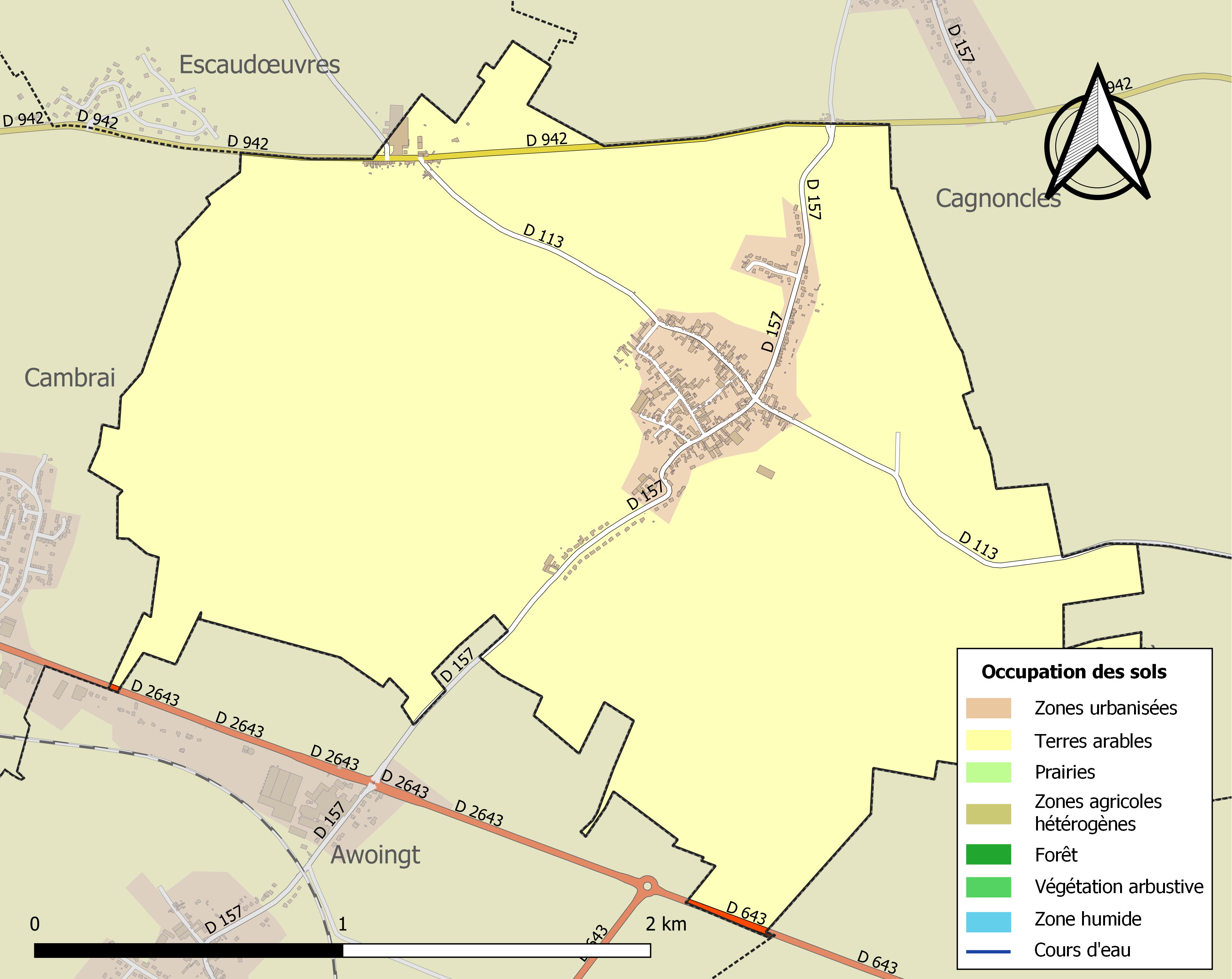
Carte des infrastructures et de l'occupation des sols de la commune en 2018 (CLC).

### Voies de communication et transports
La commune est desservie par le réseau de transports urbains de la Communauté d'agglomération de Cambrai appelé TUC (Transports Urbains du Cambrésis), par la ligne 11,.

## Toponymie
Le village est mentionné au long des XIe au XIVe siècles sous les noms Colretum, Colrois, Caurois diversement orthographié, Corriletum ou Cauretium, etc., du mot latin coriletum (« lieu planté de coudriers ou noisetiers »),.

## Histoire
À l'époque féodale, Cauroir était l'une des douze pairies du Cambrésis. Le seigneur de Cauroir était le baron d'Esme. Le château féodal a été démoli en 1543 par les troupes de Charles Quint.
Une première église fut construite en 1666 sous le vocable de saint Léger. Elle est remplacée en 1888 par l'église actuelle.

### Héraldique
|  | Les armes de Cauroir se blasonnent ainsi : « d'azur à l'écusson d'argent, surmonté de trois merlettes d'or rangées en chef » |

## Politique et administration
(Pierre Maximilien Joseph BRICOUT) Mayeur de Cauroir
Maire de 1802 à 1807 : Jacques Dhordain,.

Maire en 1808 : Bricout.
| Période                                  | Période      | Identité            | Étiquette | Qualité |
| ---------------------------------------- | ------------ | ------------------- | --------- | ------- |
| octobre 1810                             | avril 1825   | Maximilien Bricout  |           |         |
| juillet 1866                             | octobre 1880 | Prudent Bricout     |           |         |
| avant 1995                               | mars 2008    | Marie-Claude Goubet | PS        |         |
| mars 2008                                | mars 2014    | Richard Colau       |           |         |
| mars 2014                                | En cours     | Benoît Dhordain     |           |         |
| Les données manquantes sont à compléter. |              |                     |           |         |

Cauroir fait partie de la Communauté d'agglomération de Cambrai.

### Politique environnementale
La protection et la mise en valeur de l'environnement font partie des compétences optionnelles de la communauté d'agglomération de Cambrai à laquelle appartient Cauroir.

## Population et société

### Démographie

#### Évolution démographique
L'évolution du nombre d'habitants est connue à travers les recensements de la population effectués dans la commune depuis 1793. Pour les communes de moins de 10 000 habitants, une enquête de recensement portant sur toute la population est réalisée tous les cinq ans, les populations de référence des années intermédiaires étant quant à elles estimées par interpolation ou extrapolation. Pour la commune, le premier recensement exhaustif entrant dans le cadre du nouveau dispositif a été réalisé en 2007.

En 2022, la commune comptait 575 habitants, en évolution de −0,52 % par rapport à 2016 (Nord : +0,51 %, France hors Mayotte : +2,11 %).
| 1793 | 1800 | 1806 | 1821 | 1831 | 1836 | 1841 | 1846 | 1851 |
| ---- | ---- | ---- | ---- | ---- | ---- | ---- | ---- | ---- |
| 460  | 519  | 558  | 598  | 663  | 673  | 709  | 711  | 684  |

| 1856 | 1861 | 1866 | 1872 | 1876 | 1881 | 1886 | 1891 | 1896 |
| ---- | ---- | ---- | ---- | ---- | ---- | ---- | ---- | ---- |
| 670  | 670  | 677  | 708  | 712  | 684  | 681  | 683  | 685  |

| 1901 | 1906 | 1911 | 1921 | 1926 | 1931 | 1936 | 1946 | 1954 |
| ---- | ---- | ---- | ---- | ---- | ---- | ---- | ---- | ---- |
| 696  | 720  | 643  | 613  | 605  | 530  | 545  | 486  | 447  |

| 1962 | 1968 | 1975 | 1982 | 1990 | 1999 | 2006 | 2007 | 2012 |
| ---- | ---- | ---- | ---- | ---- | ---- | ---- | ---- | ---- |
| 502  | 580  | 629  | 637  | 563  | 515  | 544  | 548  | 592  |

| 2017 | 2022 | - | - | - | - | - | - | - |
| ---- | ---- | - | - | - | - | - | - | - |
| 570  | 575  | - | - | - | - | - | - | - |

#### Pyramide des âges
La population de la commune est relativement jeune.
En 2018, le taux de personnes d'un âge inférieur à 30 ans s'élève à 33,2 %, soit en dessous de la moyenne départementale (39,5 %). À l'inverse, le taux de personnes d'âge supérieur à 60 ans est de 24,7 % la même année, alors qu'il est de 22,5 % au niveau départemental.
En 2018, la commune comptait 288 hommes pour 285 femmes, soit un taux de 50,26 % d'hommes, largement supérieur au taux départemental (48,23 %).
Les pyramides des âges de la commune et du département s'établissent comme suit.
| Hommes | Classe d’âge | Femmes |
| ------ | ------------ | ------ |
| 0,7    | 90 ou +      | 0,7    |
| 6,4    | 75-89 ans    | 7,9    |
| 17,7   | 60-74 ans    | 16,1   |
| 22,8   | 45-59 ans    | 22,7   |
| 19,8   | 30-44 ans    | 19,0   |
| 12,1   | 15-29 ans    | 14,4   |
| 20,6   | 0-14 ans     | 19,2   |

| Hommes | Classe d’âge | Femmes |
| ------ | ------------ | ------ |
| 0,5    | 90 ou +      | 1,4    |
| 5,3    | 75-89 ans    | 8,1    |
| 14,8   | 60-74 ans    | 16,2   |
| 19,1   | 45-59 ans    | 18,4   |
| 19,5   | 30-44 ans    | 18,7   |
| 20,7   | 15-29 ans    | 19,1   |
| 20,2   | 0-14 ans     | 18     |

## Lieux et monuments
- L'église Saint-Léger, construite en 1888. Le culte dépend de la paroisse Saint-Joseph-en-Cambrésis de l'archidiocèse de Cambrai[28].
- La chapelle Saint-Roch, construite en 1884 pour demander protection contre le choléra, restaurée en 1978.

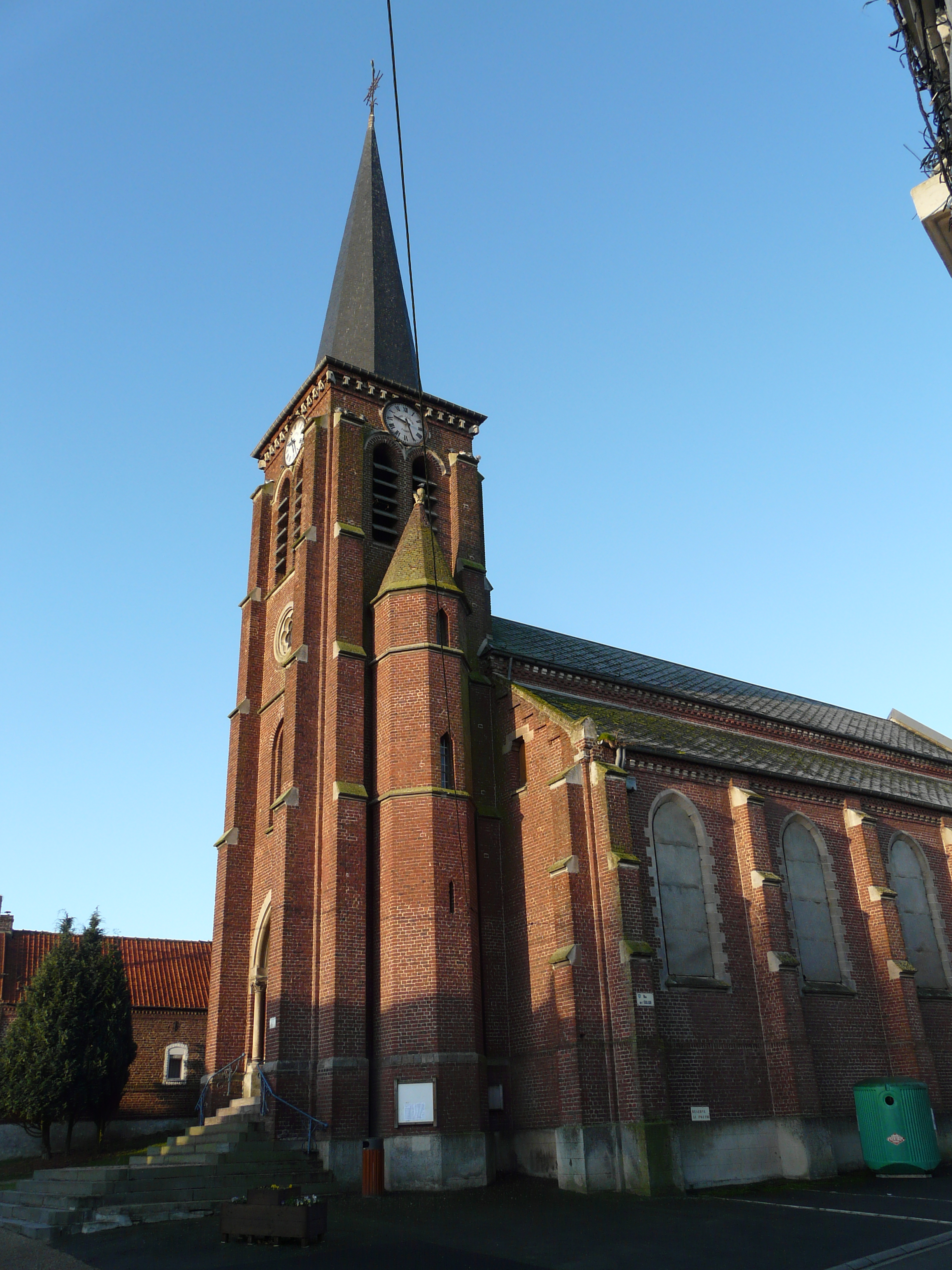
Église Saint-Léger de Cauroir
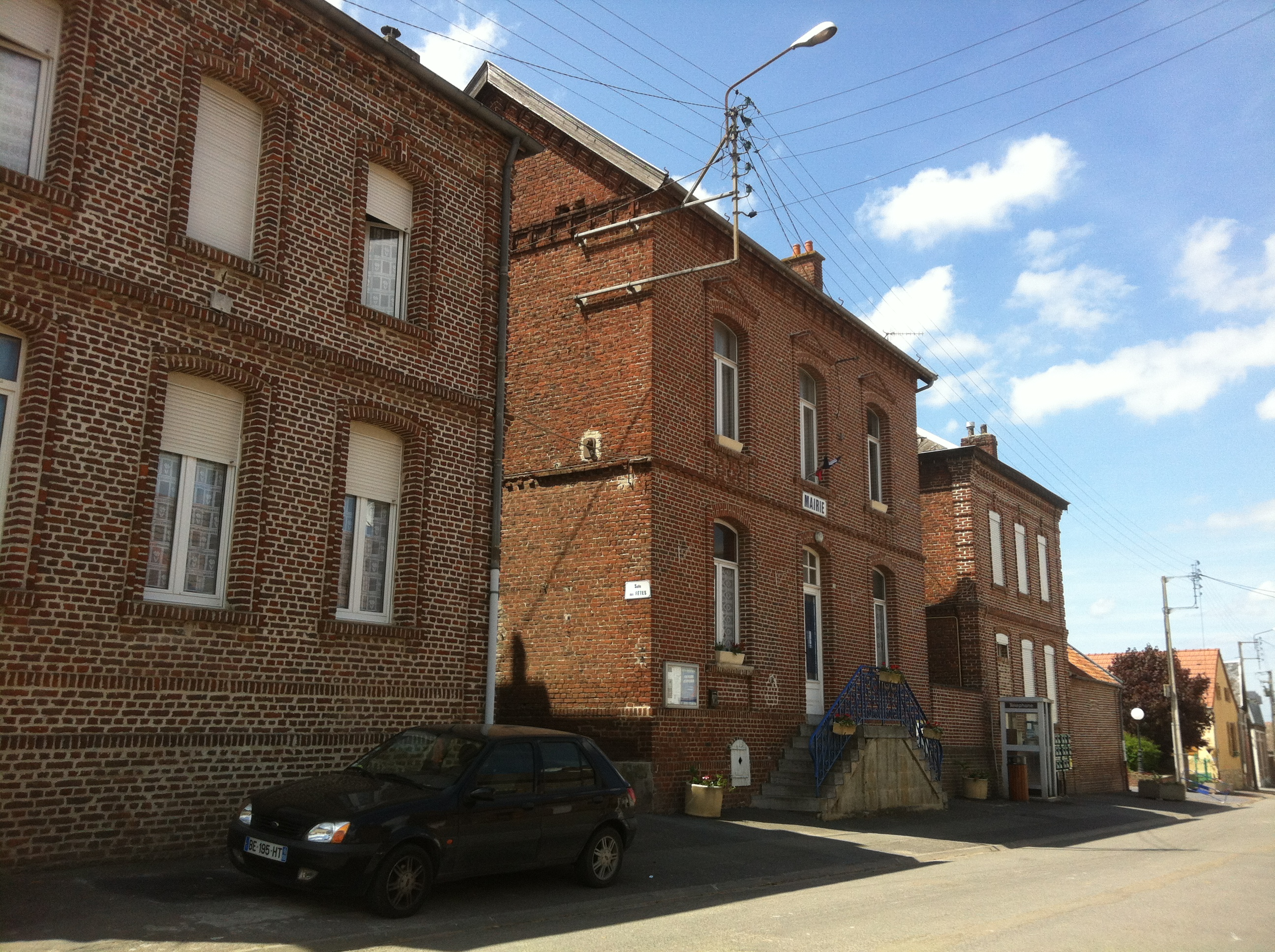
Mairie de Cauroir

## Personnalités liées à la commune
- Yvonne Pagniez (1896-1981), écrivain, journaliste et résistante française née à Cauroir.

Prudent Pierre Joseph BRICOUT, (né le 11 août 1833 - Cauroir, 59400, Nord, NPDC, FRANCE, décédé,) Professeur en bateau au collège de Valenciennes

## Pour approfondir